# Slag bij Pylos
De Slag bij Pylos vond plaats in 425 v.Chr. in de Baai van Navarino bij Messenië. Het was een van de zeeslagen van de Peloponnesische Oorlog.
Een Atheense vloot van vijf triremen onder Demosthenes, leed in een storm schipbreuk aan de kust bij Pylos. De Atheners bouwden een nederzetting en er werd een garnizoen gelegerd. Messenische schepen versterkten het Atheense leger met 40 hoplieten. Sparta voelde zich bedreigd en stuurde een vloot met 43 triremen onder Thrasymelidas naar Pylos. Demosthenes trok zijn schepen op het strand en begon zich voor te bereiden op de komende strijd. Het Atheense leger had 200 hoplieten en een paar boogschutters om zich te verdedigen.
De Spartanen ging aan land en vielen de Atheense nederzetting van alle kanten aan. Na vele mislukte pogingen besloot de Spartaanse generaal Brasidas het garnizoen te omsingelen en uit te hongeren.
Terwijl de Spartanen de nederzetting belegerden, vertrok een Atheense vloot van 50 triremen uit Zakynthos. In de nacht besloten de Atheners zich te verschuilen op het eiland Sphacteria. De volgende morgen ontmoetten de beide vloten elkaar bij de Baai van Navarino. Tijdens de zeeslag werd de Spartaanse vloot in de haven van Pylos ingesloten en gedwongen zich over te geven. Epitadas wist met 420 Spartanen te ontsnappen naar een oude vesting, op een 150 meter hoge heuvel op Sphacteria. De Atheners op hun beurt veroverden de vesting van Pylos en in de Slag bij Sphacteria werd het Spartaanse leger gevangengenomen en afgevoerd naar Athene.